# Le Printemps des poètes
 (avril 2017).
Le Printemps des poètes  est une manifestation francophone créée en mars 1999, se déroulant en France et au Québec.

## Historique
Le Printemps des poètes est lancé par Jack Lang, ancien ministre de la Culture (dans une lettre à Catherine Trautmann, le 19 janvier 1998, où la manifestation s'appelle encore « La France en poésie »).
Il incite le plus grand nombre à célébrer la poésie, quelle que soit sa forme d'expression sur tout le territoire, à l'image de la Fête de la musique créée en 1982.
En 2024, après avoir élargi et rajeuni son conseil d'administration en avril, à la suite du départ de Sophie Nauleau, Le Printemps des poètes nomme, le 1er juillet, comme nouvelle directrice, Linda Maria Baros, poète franco-roumaine et docteure en littérature comparée,.
Présidé depuis septembre 2024 par Emmanuel Hoog, Le Printemps des poètes compte dans son Conseil d’Administration Paloma Hermina Hidalgo (Secrétaire du CA), Adeline Baldacchino, Marie-Claire Pleros et Anne Dujin.

### Organisation
Le Printemps des poètes est une association loi de 1901, hébergée à la bibliothèque de l'Arsenal (4e arrondissement de Paris).
La manifestation est soutenue par le ministère de la Culture, le Centre national du livre et le ministère chargé de l'Éducation.

### Éditions
La première édition a lieu en 1999 : elle est animée par André Velter durant ses trois premières éditions. Emmanuel Hoog en fut le premier responsable. Jean-Pierre Siméon en est le directeur artistique jusqu'à 2018 : il passe ensuite le relais à Sophie Nauleau.
Depuis 2001, chaque édition tente de mettre en avant un thème particulier sur lequel il sera alors possible de composer selon son inspiration :
- « Poésie et chanson » en 2001
- « Poésie vivante » en 2002
- « Poésies du monde » en 2003
- « L'Espoir » en 2004
- « Passeurs de mémoire » en 2005
- « Le Chant des villes » en 2006
- « Lettera amorosa, le poème d'amour » en 2007
- « Éloge de l'autre » en 2008
- « En rires » en 2009 (parrain : Denis Podalydès)
- « Couleur femme » en 2010 (marraine : Dominique Blanc)
- « D’infinis paysages » en 2011 (marraine : Juliette Binoche)
- « Enfances » en 2012 (parrain : Robin Renucci)
- « Les voix du poème » en 2013 (parrain : Denis Lavant)
- « Au cœur des arts » en 2014 (parrain : Ernest Pignon-Ernest)
- « L'Insurrection » en 2015 (parrain : Jacques Bonnaffé)
- « Le Grand XXe siècle : d'Apollinaire à Bonnefoy » en 2016 (parrain : Michael Lonsdale)
- « Afrique(s) » en 2017 (parrains : Soro Solo et Abderrahmane Sissako)
- « L'Ardeur » en 2018[7] (parrain : Jean-Marc Barr)
- « La Beauté » en 2019 (marraine : Rachida Brakni)
- « Le Courage » en 2020 (marraine : Sandrine Bonnaire)
- « Le Désir » en 2021 (marraine : Marina Hands)
- « L'Éphémère » en 2022 (marraine : Golshifteh Farahani)
- « Frontières » en 2023 (marraine : Amira Casar)
- « La Grâce » en 2024 (parrain : Sylvain Tesson)
- « Volcanique » en 2025 (parrain : Hippolyte Girardot et Ariane Ascaride)

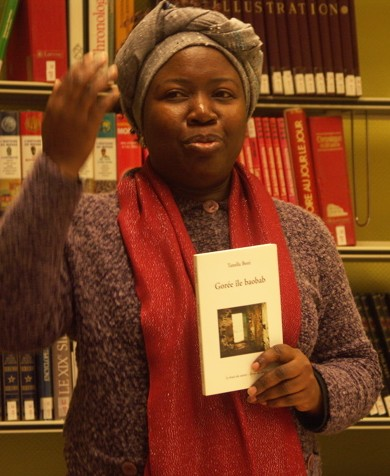
La poétesse ivoirienne Tanella Boni à Épinal lors de l'édition 2016.

Chaque année, plus de 12 000 manifestations et autres festivités sont organisées, principalement en France et au Québec, à l'occasion de cette semaine consacrée à l'art poétique, qui se déroule habituellement au mois de mars, précédant de quelques jours l'arrivée du printemps.
En 2016, la manifestation reçoit le prix Goncourt de la poésie pour l'ensemble de son action.
En 2024, Le Printemps des poètes fête son 25e anniversaire.

## Controverses

### Arrivée de Sophie Nauleau à la direction
En 2018, l'arrivée de Sophie Nauleau à la tête du Printemps des poètes engendre une controverse et des réactions d'opposition dont celle du comédien Jacques Bonnaffé.

### Contestation de la nomination de Sylvain Tesson comme parrain de l'édition 2024
En 2024, la nomination de Sylvain Tesson comme parrain du Printemps des poètes suscite la colère de nombreux poètes, notamment sur les réseaux sociaux, en raison de ses affinités assumées avec l'extrême droite. L'affaire suscite une polémique dans le milieu culturel.
À la suite d'une enquête du Monde sur la gestion de l'association, évoquant « emprise » et « violence morale », Sophie Nauleau démissionne de la direction de la manifestation,,.
Pour Mohammed Aïssaoui du Figaro, la « cabale » contre Sylvain Tesson serait davantage révélatrice d'« une question de rivalités pour les subventions dans ce petit milieu ». Pour d'autres,,, la polémique a surtout permis de mettre à jour la banalisation de l'extrême-droite dans le milieu culturel français.

### Radio
- Manou Farine, « Printemps des poètes, au-delà de la polémique », sur France Culture, 3 février 2024 (consulté le 22 février 2024).

### Autres manifestations du ministère français de la Culture
- Journées européennes du patrimoine
- Fête de la musique
- Fête du cinéma
- Fêtes de la lecture en France
- Rendez-vous aux jardins
- Festival de l'histoire de l'art
- Nuit européenne des musées